# Haim Saban
Haim Saban —hebreu: חיים סבן‎; àrab: حاييم سابان, Ḥāyīm Sābān— (nascut el 15 d'octubre de 1944 a Alexandria, Egipte) és un empresari de nacionalitat estatunidenca i israeliana, amb participació en diverses empreses de mitjans de comunicació i CEO de Saban Capital Group. El maig de 2024 posseeïa una fortuna valorada en 3.100 milions de dòlars americans.

## Biografia
Haim Saban va néixer a Alexandria en l'any 1944 en una família sefardita i va passar la seva infància a Egipte. Quan va esclatar la Guerra de Suez de 1956, que va enfrontar a Egipte amb Israel, la seva família, així com una part de la comunitat jueva establerta a Egipte, va abandonar aquest país per instal·lar-se a Israel.
Després de fer l'aliyà, va començar a construir la seva carrera en els mitjans audiovisuals com a productor musical, encara que aquest projecte acabaria en fallida. Saban va acabar desplaçant-se el 1975 a París, on va treballar com a productor en sèries infantils, al costat de Jean Chalopin i on va fundar la companyia Saban International Paris. El 1983 es va desplaçar a Los Angeles, on va establir la seva residència. Aquest any va conèixer Shuki Levy, el seu nou soci, amb qui va fundar la companyia Saban Entertainment, que es dedicava llavors a la distribució, el doblatge i la producció de bandes sonores per a sèries d'animació.
A partir de la dècada de 1990, la seva companyia va començar a produir sèries de televisió, a més de seguir amb la distribució i la producció de bandes sonores. Saban va aconseguir fer fortuna i donar-se a conèixer mundialment gràcies, a més de la distribució de programes infantils, a l'adaptació de sèries tokusatsu japoneses als gustos del públic nord-americà, sent la seva producció més famosa Power Rangers. La companyia també va produir VR Troopers, Masked Rider i Big Bad Beetleborgs.
En l'any 1996 va formar una societat amb News Corporation per crear el canal Fox Kids i aquest mateix any es va fusionar amb Fox Children's Productions per crear Fox Kids Worldwide, posteriorment Fox Family Worldwide, un grup de mitjans entre els que s'incloïa la seva pròpia empresa i tots els canals de la Fox Broadcasting Company.
A finals de 2001, va arribar a un acord amb Disney per vendre Fox Family Worldwide, actualment ABC Family Worldwide; això, de fet, va suposar la venda de Saban Entertainment a The Walt Disney Company, així com la venda de Fox Kids. Aquest mateix any, Saban creà el grup empresarial Saban Capital Group. En 2003, Saban es va fer amb el major paquet accionarial del llavors declarat en fallida Grup Kirch i del grup de televisió ProSiebenSat. L'any 2006 el seu grup inversor va liderar, juntament amb altres socis com Texas Pacific Group, una oferta de compra del canal Univisión.

## Curiositats
- Saban va ser productor de Si la vie est cadeau, tema amb el qual Corinne Hermès va guanyar el Festival de la Cançó d'Eurovisió de 1983 en representació de Luxemburg
- Ha aportat nombroses donacions a les campanyes de diversos polítics als Estats Units, tant del Partit Demòcrata (Hillary Clinton i Bill Clinton) com del Partit Republicà També ha recolzat la política exterior d'Israel en relació al conflicte àrab-israelià.
- Està casat amb Cheryl Saban (cognom de soltera Chackler), té dues fillastres i dos fills.